# 海上霸权
海上霸权（英語：thalassocracy或thalattocracy），又称海洋帝国，是指以海洋为主要活动领域的帝国。传统的海上霸权很少控制内陆，即使是在其本土范围内也如此。典型例子包括：腓尼基城邦推罗、西顿和迦太基；地中海地区的意大利海上共和国威尼斯和热那亚；阿拉伯地区的阿曼帝国；以及东南亚海洋地区的三佛齐和满者伯夷。
因此，海上霸权可以与传统帝国加以区分。传统帝国的领土虽可能主要通过海上航线连接，却通常延伸至内陆地区，被称为“陆权国家”。
“海上霸权”一词有时也可简单表示海军上的优势，无论是军事上的还是商业上的。古希腊人最早使用“海上霸权”这个词来描述米诺斯文明的政权，其权力依赖于其强大的海军。希罗多德区分了海权与陆权，并指出，为了对抗腓尼基的海上霸权，希腊人需要建立属于自己的“海洋帝国”。
这种海上霸权的实现及其意识形态构建有时被称为“海权主义”（可参见多大陆主义或大西洋主义），与“大陆主义”（如欧亚主义）形成对比。